# Anthophora occulta
Anthophora occulta är en biart som beskrevs av Hans Hedicke 1938. Anthophora occulta ingår i släktet pälsbin, och familjen långtungebin. Inga underarter finns listade i Catalogue of Life.